# Nyikita Hajkin
Nyikita Iljics Hajkin (Netánja, 1995. július 11. –) izraeli születésű orosz korosztályos válogatott labdarúgó, a norvég Bodø/Glimt kapusa.

## Pályafutása

### Klubcsapatokban
Hajkin az izraeli Netánja városában született. 1997-ben, kétéves korában a családja az orosz fővárosba Moszkvába költözött. Az ifjúsági pályafutását 7 éves korában a helyi FSM Torpedo Moszkvánál kezdte, majd a Gyinamo Moszkvánál folytatta. Ezután angol kluboknál nevelkedett. Megfordult például a Chelsea, a Portsmouth és a Reading akadémiájánál is.
Hajkin több csapatnál is tagja volt a felnőtt csapatnak, ám először csak 2017. február 25-én, a Makkabi Tel-Aviv elleni mérkőzésen az Bné Jehúdá színeiben lépett pályára. Egy szezon erejéig a Hapóel Kfar Szaba csapatában is játszott. 
2019. március 11-én kétéves szerződést kötött a norvég Bodø/Glimt együttesével.  A csapattal megnyerte a 2020-as és a 2021-es Eliteserien szezont is. 2021. május 25-én még két évvel meghosszabbította a szerződését, amely így már 2022. december 31-ig szól. 2023. január 25-én az angol másodosztályban szereplő Bristol City-hez írt alá, ám a klubnál egy mérkőzésen sem lépett pályára. 2023. március 21-én visszatért a Bodø/Glimthez.

### A válogatottban
Hajkin több korosztályban is képviselte az orosz válogatottat. 
2021 októberében behívták az orosz válogatott Cíprus és Horvátország elleni VB-selejtezőre, ám mindkét mérkőzésen a kispadon maradt.

## Statisztikák
2023. július 13. szerint
| Klub       | Szezon   | Osztály     | Bajnokság | Bajnokság | Kupa  | Kupa | Nemzetközi | Nemzetközi | Összesen | Összesen |
| Klub       | Szezon   | Osztály     | Meccs     | Gól       | Meccs | Gól  | Meccs      | Gól        | Meccs    | Gól      |
| ---------- | -------- | ----------- | --------- | --------- | ----- | ---- | ---------- | ---------- | -------- | -------- |
| Bodø/Glimt | 2019     | Eliteserien | 1         | 0         | 1     | 0    | —          | —          | 2        | 0        |
| Bodø/Glimt | 2020     | Eliteserien | 20        | 0         | 0     | 0    | 3          | 0          | 23       | 0        |
| Bodø/Glimt | 2021     | Eliteserien | 29        | 0         | 1     | 0    | 14         | 0          | 44       | 0        |
| Bodø/Glimt | 2022     | Eliteserien | 27        | 0         | 4     | 0    | 19         | 0          | 50       | 0        |
| Bodø/Glimt | 2023     | Eliteserien | 14        | 0         | 2     | 0    | 0          | 0          | 16       | 0        |
| Összesen   | Összesen | Összesen    | 91        | 0         | 8     | 0    | 36         | 0          | 135      | 0        |

## Sikerei, díjai
Bné Jehúdá
- Israel State Cup
  - Győztes (1): 2016–17

Bodø/Glimt
- Eliteserien
  - Bajnok (2): 2020, 2021
  - Ezüstérmes (2): 2019, 2022